# Huidpijn
Huidpijn is een roman van Saskia Noort uit 2016. De thriller draait om het BN'erschap en de thema's kinderwens en drugverslaving. In 2019 is het boek door de CPNB bekroond met het Gouden Boek omdat er 200.000 exemplaren van waren verkocht.

## Verhaal
Huidpijn speelt zich af in Amsterdam, waar Sam Knippenberg een koppel vormt met de oudere, bekende televisiejournaliste en talkshowhost Anne Host. Anne's droom is middels ivf zwanger te raken, een verlangen waaraan Sam evenwel niet meer wenst mee te werken. Alles rond Anne en Sam wordt breed in de pers uitgesmeerd, ook Anne's gezinsverleden met een gewelddadige vader, en de relaties met iedereen van familie tot buren. In die context wordt ook een breuk tussen Sam en Anne openbaar. Sam zou aan Anne bekend hebben niet meer op haar verliefd te zijn, en met de jongere Sammy een nieuwe partner gevonden te hebben. Sam zou Anne verlaten hebben, de paparazzi laten haar niet gerust. 
En dan blijkt Sam verdwenen. Door alles wat vooraf ging wordt Anne dan ook de hoofdverdachte voor Sams verdwijning.